# Jean-Marc Jaumin
Jean-Marc Marie-François Jaumin (Berchem-Sainte-Agathe, 5 febbraio 1970) è un ex cestista e allenatore di pallacanestro belga.

## Palmarès

### Giocatore
- Coppa Korać: 1

Unicaja Málaga: 2000-01
- Campionato belga: 2

Ostenda: 1994-95, 2005-06
- Coppa del Belgio: 2

Ostenda: 1991, 1998

### Allenatore
- Supercoppa svizzera: 1

Lugano Tigers: 2015
- Coppa di Svizzera: 1

Lions de Genève: 2017